# Mechthilde Wittmann
Mechthilde Wittmann (* 12. Dezember 1967 in München) ist eine deutsche Politikerin (CSU) und Rechtsanwältin. Seit 2021 ist sie Mitglied des Deutschen Bundestages. Von 2013 bis 2018 war sie Mitglied des Bayerischen Landtages.

## Leben und Beruf
Mechthilde Wittmann wurde als zweites Kind des Politikers Fritz Wittmann und von Irmengard Wittmann in München geboren. Sie wuchs mit zwei Geschwistern in München-Moosach auf.
Nach dem Abitur 1987 am Maria-Ward-Gymnasium in München absolvierte sie zunächst eine Ausbildung zur Bankkauffrau bei der Deutschen Bank. Anschließend studierte sie Maschinenbau und Betriebswirtschaft an der TU München und Jura an der Ludwig-Maximilians-Universität in München, wo sie mit beiden Staatsexamen abschloss. Von 2004 bis 2011 war sie als Rechtsanwältin bei Wellensiek Rechtsanwälte Part GmbB  angestellt, bevor sie sich 2011 mit ihrer eigenen Kanzlei selbständig machte. Ihr Tätigkeitsschwerpunkt liegt im Bereich Insolvenz-, Wirtschafts- und Gesellschaftsrecht sowie im öffentlichen und privaten Baurecht. Von März 2019 bis Dezember 2021 war Wittmann als Chief Compliance Officer in der Konzernführung der Flughafen München GmbH für den Bereich Compliance und Datenschutz verantwortlich.
Mechthilde Wittmann lebt in Kempten (Allgäu), hat zwei Töchter und ist mit dem CSU-Politiker Thomas Kreuzer liiert.

## Politik
Wittmann trat mit fünfzehn Jahren in die Junge Union ein. Von 1987 bis 1995 war sie Kreisvorsitzende im JU-Kreisverband München VIII und von 1993 bis 1994 stellvertretende Bezirksvorsitzende der Jungen Union. Mit sechzehn Jahren trat sie in die CSU ein und war von 2001 bis 2019 stellvertretende Vorsitzende des Kreisverbandes München VIII; ab 2003 war sie Mitglied im Bezirksvorstand. 2021 wechselte Wittmann in den Kreisverband Kempten / Bezirksverband Schwaben; Von 2014 bis 2020 war sie auch stellvertretende Landesvorsitzende der Union der Vertriebenen.

### Stadtrat in München
1994 wurde Wittmann als jüngste Stadträtin in den Stadtrat der Landeshauptstadt München gewählt. Zuletzt war sie stellvertretende Fraktionsvorsitzende der CSU-Stadtratsfraktion. Sie war Sprecherin im Ausschuss für Bildung und Sport, Mitglied und stellvertretende Korreferentin im Ausschuss für Stadtplanung und Bauordnung sowie stellvertretende Sprecherin im Finanzausschuss und stellvertretendes Mitglied des Ältestenrates. Darüber hinaus war Wittmann stellvertretende Aufsichtsratsvorsitzende der GWG Städtische Wohnungsgesellschaft München mbH, Mitglied der Bauleitplankommission, Mitglied im Riembeirat (Beirat für die Planung und Entwicklung der Messestadt Riem), in der Kommission Freiham und im Aufsichtsrat der Olympiapark GmbH. Am 23. Oktober 2013 schied sie aus dem Münchner Stadtrat aus, um sich auf die Arbeit im Bayerischen Landtag zu konzentrieren.

### Bayerischer Landtag
Bei der Landtagswahl am 15. September 2013 verlor Wittmann als Direktkandidatin im Stimmkreis 104 München-Milbertshofen gegen Ruth Waldmann, wurde aber über die Landesliste in den Bayerischen Landtag gewählt und gehörte diesem von 7. Oktober 2013 bis 4. November 2018 an. Sie war Mitglied des Ausschusses für Bundes- und Europaangelegenheiten sowie regionale Beziehungen, Mitglied des Ausschusses für Verfassung, Recht und Parlamentsfragen, Mitglied des Parlamentarischen Kontrollgremiums, ständige Vertreterin im Haushaltsausschuss, Mitglied in allen Untersuchungsausschüssen, im Untersuchungsausschuss für Tierwohl und Verbraucherschutz war sie Vorsitzende. Ferner gehörte sie den Arbeitsgruppen für Vertriebenenpolitik, Aussiedler und Partnerschaftsbeziehungen sowie für Bürokratieabbau an. In der Zeit vom 21. März 2018 bis zum 30. November 2018 war Wittmann Integrationsbeauftragte der Bayerischen Staatsregierung.
Bei der Landtagswahl am 14. Oktober 2018 konnte sie als Bewerberin der CSU das Direktmandat im Stimmkreis 105 München-Moosach um 63 Stimmen gegen den Kandidaten von Bündnis '90/Die Grünen nicht gewinnen und schied aus dem Landtag aus.

### Deutscher Bundestag
Seit dem 26. Oktober 2021 ist Wittmann Mitglied des Deutschen Bundestages. Als Nachfolgerin von Gerd Müller erlangte sie bei der Bundestagswahl das Direktmandat für den Kempten-Lindau und das Oberallgäu (Bundestagswahlkreis Wahlkreis 256). Wittmann ist Mitglied im Ausschuss Inneres und Heimat, Mitglied im Tourismusausschuss, Mitglied im Gemeinsamen parlamentarischen Kontrollausschuss von Europol sowie stellvertretendes Mitglied im 1. Untersuchungsausschuss der 20. Wahlperiode des Deutschen Bundestages zu Afghanistan. Wittmann ist Mitglied im Parlamentskreis Mittelstand, der Gruppe der Vertriebenen, Aussiedler und deutschen Minderheiten, Gruppe der Frauen der CDU/CSU-Bundestagsfraktion, im Gesprächskreis Jagd, Fischerei und Natur, der Parlamentsgruppe Binnenschifffahrt sowie der Parlamentariergruppe (PG) USA, PG Cono Sur und PG Südliches Afrika. Zudem ist sie stellvertretende Vorsitzende des DRK Dialogforums.
Bei der Bundestagswahl 2025 erreichte sie 36,8 Prozent der Stimmen und zog in den 21. Deutschen Bundestag ein. Die ist dort ordentliches Mitglied im Finanzausschuss und im Haushaltsausschuss.

## Ehrungen
Wittmann ist Trägerin der Medaille „München leuchtet“ in Gold und der Medaille für besondere Verdienste um die kommunale Selbstverwaltung.